# رأس كبير (الرقة)
رأس كبير قرية سورية تتبع ناحية مركز تل أبيض في منطقة تل أبيض في محافظة الرقة. بلغ عدد سكانها 586 نسمة في عام 2004 حسب إحصاء المكتب المركزي للإحصاء.